# Leopold Gegenbauer
Leopold Bernhard Gegenbauer (2 de febrero de 1849 - 3 de junio de 1903) fue un matemático austríaco especializado en el campo del álgebra. Los polinomios de Gegenbauer llevan su nombre.

## Semblanza
Leopold Gegenbauer nación en la localidad austríaca de Asperhofen en 1849. Hijo de un médico, estudió en la Universidad de Viena desde 1869 hasta 1873. Posteriormente se trasladó a Berlín, donde estudió desde 1873 hasta 1875 trabajando para Karl Weierstraß y Leopold Kronecker.
Después de graduarse de Berlín, fue designado para el puesto de profesor extraordinario en la Universidad de Chernivtsí en 1875. Czernowitz, en la parte superior del río Prut en las estribaciones de los Cárpatos, en ese momento formaba parte del imperio austríaco, pero después de la Primera Guerra Mundial pasó a pertenecer a Rumanía, y después de 1944 se integró en Ucrania con el nombre de Chernivtsí. La Universidad de Czernowitz se fundó en 1875 y Gegenbauer fue su primer profesor de matemáticas. Permaneció en Czernowitz durante tres años antes de trasladarse a la Universidad de Innsbruck, donde trabajó con Otto Stolz, donde ocupó el cargo de profesor extraordinario.
Después de tres años de enseñanza en Innsbruck, fue nombrado profesor titular en 1881, y más adelante profesor titular en la Universidad de Viena en 1893. Durante el curso de 1897 a 1898 ocupó el cargo de decano de la universidad. Permaneció en Viena hasta su muerte. Entre los alumnos que estudiaron con él en Viena se encontraban el esloveno Josip Plemelj, el estadounidense James Pierpont, Ernst Fischer y Lothar von Rechtenstamm.
Gegenbauer tenía muchos intereses matemáticos como la teoría de números, el análisis complejo y la teoría de la integración, pero era principalmente algebrista. Es recordado por los polinomios de Gegenbauer, una clase de polinomios ortogonales. Se obtienen a partir de la función hipergeométrica en determinados casos en los que la serie es de hecho finita. Los polinomios de Gegenbauer son soluciones a la ecuación diferencial de Gegenbauer y son generalizaciones de los polinomios asociados de Legendre.
También dio su nombre a las funciones aritméticas estudiadas en teoría analítica de números. Las funciones de Gegenbauer Ρ y ρ (ρ en mayúsculas y minúsculas) se definen de la siguiente manera:
{\displaystyle P_{a,r}(n):=\sum _{d\,\mid \,n;d^{1/r}\in \mathbb {N} }d^{a}=:n^{a}\rho _{-a,r}(n)}
Falleció en 1903 en la ciudad austríaca de Gießhübl, a los 54 años de edad.

## Reconocimientos
- En 1857 resultó elegido miembro de la Academia Leopoldina (véase: Anexo:Miembros de la Leopoldina).
- La ciudad de Viena puso su nombre a una calle en el distrito de Floridsdorf en 1973.

## Obras seleccionadas
- Einige Sätze über Determinanten hohen Ranges, 1890
- Über den größten gemeinsamen Theiler, 1892